# Venko Kiossev
Venko Kiossev, de son vrai nom Venelin Mirtchev Kiossev, est un marionnettiste, comédien et metteur en scène d’origine bulgare.

## Biographie
Diplômé et formé à l’Institut Supérieur d’Études Théâtrales de Sofia (Bulgarie) de 1976 à 1980, il se spécialise ensuite pendant trois ans dans la mise en scène du théâtre de marionnettes. Il exerce au théâtre d'État de Sofia jusqu'en 1995 et reçoit une multitude de prix nationaux et internationaux prestigieux parmi lesquels : 
- 1er prix pour le spectacle Tocho l’Africain, festival de comédie – Théâtre de marionnettes de Gabrovo en 1982 -
- 1er prix pour le spectacle Le Petit Etoily, festival de marionnettes Yann Biguian pour les petits à Silistra en 1986 -
- 1er prix pour le spectacle Les Trois Petits Cochons, festival de marionnettes Yann Biguian pour les petits à Silistra en 1994 -
- 1er prix du festival de marionnettes de Kragouevatz (ex-Yougoslavie) en 1994 -
- 1er prix du festival international de marionnettes de Varna, dauphin d’or pour la pièce « L’histoire du dernier fantôme » (spectacle nocturne et dans les airs)

## Carrière
Ses tournées l'emmènent en Turquie, en passant par l’Inde, le Japon, la Russie, la Suisse, l’Allemagne, l’Autriche, la Pologne, l’Espagne pour finir avec la France, en tant que représentant du théâtre de marionnettes de Bulgarie.
Il réalise et met en scène 22 séries de marionnettes pour enfants à la télévision nationale de Bulgarie intitulées Les Péripéties de Bobo dans le pays des panneaux de signalisation, sur le thème de la circulation routière, puis encore cinq séries avec L’Histoire du petit Etoily pour Bonne nuit les petits.
Il arrive à Paris en 1995 et travaille pour le Brakabric théâtre avant de s'installer en Bourgogne en 1997 pour y créer le théâtre de marionnettes de la Toison d'or, derrière le Zénith de Dijon. Il y présente des spectacles de marionnettes à fils, à gaines, théâtre d'ombres, lumière noire, etc ; et présente des pantins alliant une technicité et un réalisme exceptionnels tout droit issus de la culture slave des marionnettes. Trapéziste, otarie jongleuse, haltérophile, patineur, pierrot qui coupe lui-même ses fils et tant d'autres, chacun de ses pantins se meut avec une aisance rare. Ses guides et articulations sont conçus avec grande ingéniosité.
Pour les publics plus avertis, Venko a également créé danseuses orientales, charmantes stripteaseuses de bois. une attraction qui n'est pas encore entrée dans les mœurs de l'hexagone. Il travaille également à la création d'un spectacle historique relatant la vie des ducs de Bourgogne bilingue anglais-français à visée éducative.
Chaque année, durant les vacances de printemps, il organise son festival international de marionnettes et reçoit des troupes venus de France et d'ailleurs.
En 2005, Venko reçoit le 1er prix national Intergénérations des mains du ministre de la Culture français pour l'un de ses projets mêlant enfants et résidents de maison de retraite. Il sera également récompensé au niveau régional par le prix de l'Innovation sociale.
En 2008, il s'est attelé à un nouveau projet du même acabit, qui cette fois utilise la gastronomie locale, notamment le pain d'épice, comme support.
Il œuvre d'autre part à former éducateurs, psychomotriciens et autres personnels soignants à l'utilisation des marionnettes auprès des publics handicapés et travaille actuellement à la réalisation d'un festival qui leur serait dédié.
Les spectacles de Venko sont accompagnés d'une musique originale réalisée en collaboration avec son fils, le pianiste et compositeur Martin Kiossev.